# Słowiańska Wieś
Słowiańska Wieś (słow. Slovenská Ves, węg. Szepestótfalu, niem. Winschendorf) – wieś w północnej Słowacji leżąca w powiecie Kieżmark, w kraju preszowskim. Pierwsza wzmianka o miejscowości pochodzi z roku 1311.

## Kultura
We wsi jest używana gwara przejściowa słowacko-spiska. Gwara spiska jest zaliczana przez polskich językoznawców jako gwara dialektu małopolskiego języka polskiego, przez słowackich zaś jako gwara przejściowa polsko-słowacka.

## Osoby związane ze Słowiańską Wsią
- Michał Kupferschmid, duchowny luterański
- Štefan Barnáš, biskup katolicki